# Cegléd (stacja kolejowa)
Cegléd (węg: Cegléd vasútállomás) – stacja kolejowa w Ceglédzie, w komitacie Pest, na Węgrzech.
Cegléd jest ważnym węzłem kolejowym, biegnie tędy linia Budapeszt-Cegléd-Szolnok-Debreczyn-Nyíregyháza (linia nr 100) oraz jest stacją początkową dla linii do Segedynu (nr 140). Zatrzymują się tutaj wszystkie pociągi InterCity, dzięki temu posiada regularne połączenia z Budapesztem, Szolnok i Segedynem. Budynek dworca znajduje się na Kölcsey tér.

## Linie kolejowe
- Linia kolejowa 100 Budapest – Cegléd – Szolnok – Debrecen – Nyíregyháza
- Linia kolejowa 140 Cegléd – Szeged